# Cal Sabata de Dalt (Montmajor)
Can Sabata de Dalt és una masia de la parròquia de Montmajor, al Berguedà. És un edifici considerat patrimoni immoble que té un ús residencial i és de titularitat privada. Està en un bon estat de conservació i no està protegit. El seu número d'inventari de la Generalitat és el IPA-3513.

## Situació geogràfica
Cal Sabata de Dalt està situat al sud del nucli de Montmajor, al Berguedà, a sota el castell de Montmajor. Molt a prop de la masia hi ha el jaciment arqueològic de la Balma de Cal Sabata.

## Descripció
Cal Sabata de Dalt està en un lloc amb desnivell, que aprofita i s'adapta a les terrasses. És un edifici de planta baixa, pis i golfes que té una teulada a doble vessant i el carener perpendicular a la façana principal que està orientada a migdia. Aquesta té una porta adovellada d'arc de mig punt que sembla lleugerament apuntat perquè una de les dovelles és una mica baixa. La casa va tenir ampliacions en el seu costat esquerre i s'hi va afegir un cos paral·lel. La columna central de l'interior de la casa té la data inscrita 1739. Hi ha coberts posteriors davant la masia, un dels quals era l'antiga masoveria de cal Sabata. Hi ha una font i una bauma propera a la casa que té una tina excavada a la roca i que és un jaciment arqueològic inventariat. Tot i que és una de les cases més antigues de Montmajor, no s'hi conserven elements de l'època medieval degut a les diferents remodelacions i reconstruccions que ha patit.

## Història
Cal Sabata de Dalt és una de les diferents cases que existien al peu del castell de Montmajor i de Sant Sadurní del Castell de Montmajor. El 983 hi ha la primera referència del castell i el 1050 de l'església, cosa que fa suposar que aquest nucli ja existia al segle xi que als fogatges de 1365 i de 1553 comptava amb 4 focs i al de 1708 ja n'hi havia 14, la majoria a la zona dels plans (l'actual nucli de Montmajor). Armenter Sabata és esmentat en el foc de 1553. Cal Sabata i Can Barri vell formaven part del nucli proper al castell. Aquesta última casa estava al costat de la primera i només se'n conserva un mur perquè la casa nova de Can Barri es va construir al segle xvii. Totes dues cases pagaven delmes a Santa Maria de Serrateix, segons el capbre de 1581. La casa de Can Sabata de Baix es va construir a la zona del Pla de Montmajor a finals del segle xvii, casa que també rep el nom de Can Sabata dels Plans.